# خانواده دیوانه کوکاد
خانوادهٔ دیوانهٔ کوکاد (انگلیسی: Crazy Cukkad Family) یک فیلم کمدی بالیوودی که در سال ۲۰۱۵ منتشر شد. از بازیگران آن می‌توان به سواناند کیرکیره، نورا فتحی، انوشکا سن و شیلپا شوکلا اشاره کرد.